# Carpathonesticus eriashvilii
Carpathonesticus eriashvilii är en spindelart som beskrevs av Yuri M. Marusik 1987. Carpathonesticus eriashvilii ingår i släktet Carpathonesticus och familjen grottspindlar. Inga underarter finns listade.